# 9253 Оберт
9253 Оберт (9253 Oberth) — астероїд головного поясу, відкритий 25 березня 1971 року.
Тіссеранів параметр щодо Юпітера — 3,496.